# Parlamentní volby v Togu v roce 1999
Parlamentní volby v Togu se konaly dne 21. března 1999. Osm opozičních stran tyto volby bojkotovalo kvůli odmítnutí jejich požadavku na dokončení rozhovorů, jenž následovaly po kontroverzních prezidentských volbách konaných v roce 1998, ještě před konáním parlamentních voleb. Ve volbách tak kandidovala vládnoucí strana Rassemblement du Peuple Togolais (RPT) se dvěma menšími stranami, které se k ní připojily. Kromě toho kandidovalo také dvanáct nezávislých kandidátů. Volby jasně vyhrála RPT se ziskem 79 z 81 mandátů. Zbylá křesla v Národním shromáždění obsadili nezávislí kandidáti.

## Volební výsledky
| Politická strana                    | Hlasy | %     | Mandáty | */- |
| ----------------------------------- | ----- | ----- | ------- | --- |
| Rassemblement du Peuple Togolais    |       |       | 79      | ▲   |
| Koordinace nových sil               |       |       | 0       | ▲3  |
| Panafrická environmentální strana   |       |       | 0       | -   |
| nezávislí                           |       |       | 2       | ▲2  |
| Celkem                              |       | 100 % | 81      |     |
|                                     |       |       |         |     |
| Celkem hlasů                        |       | 100 % |         |     |
| Registrovaných voličů/volební účast |       |       |         |     |